# Аврелий Теодот
Аврелий Теодот (на латински: Aurelius Theodotus; fl. 262 – 263) е военачалник по времето на император Галиен и префект на Египет.
Галиен изпраща Аврелий Теодот с войска през 262 г. да се бие с узурпатора Мусий Емилиан. Той побеждава Мусий преди 30 март 262 г. Мусий е заловен и по-късно удушен.
След това той побеждава и следващия узурпатор Мемор през 262 г.
Императорът Галиен номинира след това Теодот за префект на римската провинция Египет (от 14 август 262 до 8 ноември 263).